# Clubiona jucunda
Clubiona jucunda är en spindelart som först beskrevs av Karsch 1879.  Clubiona jucunda ingår i släktet Clubiona och familjen säckspindlar. Inga underarter finns listade i Catalogue of Life.